# Berlinska palača
Berlinska palača (nemško Berliner Schlos), uradno kraljeva palača (nemško Königliches Schloss), poleg Berlinske stolnice in Muzejskega otoka v predelu Mitte v Berlinu, je bila glavna rezidenca rodbine Hohenzollern od leta 1443 do 1918. Razširjena po ukazu pruskega kralja Friderika I. po načrtih Andreasa Schlüterja od 1689 do 1713 je bila nato obravnavana kot glavno delo pruske baročne arhitekture. Kraljeva palača je bila ena največjih stavb v Berlinu in je oblikovala mestno pokrajino s svojo 60 metrov visoko kupolo.
Palača, ki so jo po odpravi monarhije v revoluciji leta 1918 uporabljali za različne vladne funkcije, je bila med zavezniškim bombardiranjem v drugi svetovni vojni poškodovana, vzhodnonemške oblasti pa so jo leta 1950 porušile. V 1970-ih je postala lokacija modernistične vzhodnonemške Palače republike (poslopje vzhodnonemškega parlamenta).
Po ponovni združitvi Nemčije leta 1989 in letih razprav, zlasti glede obremenjene zgodovinske dediščine obeh stavb, je bila Palača republike leta 2009 sama porušena, zunanjost večine Berlinske palače pa je bila obnovljena v začetku leta 2013, da bi v njej nastal  muzej Humboldtov Forum. Vzhodna fasada rekonstruirane palače ima modernistično zasnovo. Arhitekt Franco Stella je nadziral projekt, zunanja rekonstrukcija je bila zaključena leta 2020. Nova notranjost palače v konstrukcijski zasnovi združuje tako historicistične kot modernistične elemente.

## Pregled
Berlinska palača, znana tudi kot Mestna palača (nemško Stadtschloss), je stavba v predelu Mitte v Berlinu, na Muzejskem otoku na Schlossplatzu nasproti parka Lustgarten. Od 15. stoletja do zgodnjega 20. stoletja je bil Berliner Schloss kraljeva in cesarska palača, ki je večinoma služila kot glavna rezidenca volilnih knezov Brandenburga, pruskih kraljev in nemških cesarjev. Palača, ki je bila poškodovana med drugo svetovno vojno in jo je kasneje porušila vzhodnonemška vlada v 1950-ih, je bila delno obnovljena in dokončana leta 2020. Rekonstruirana palača je sedež Humboldtovega foruma, muzeja svetovne kulture, ki je naslednik muzeja starodavne pruske umetniške zbornice, ki je bila v 19. stoletju prav tako v Berlinski palači. Humboldtov forum je bil opisan kot nemški ekvivalent Britanskega muzeja.
Palača je bila prvotno zgrajena v 15. stoletju, vendar se je v naslednjih nekaj stoletjih spreminjala. Nosila je značilnosti baročnega sloga; njeno obliko, ki je bila dokončno oblikovana do sredine 18. stoletja, večinoma pripisujejo nemškemu arhitektu Andreasu Schlüterju, čigar prvi načrt je verjetno iz leta 1702, čeprav je palača vključevala prejšnje dele, kot jih je leta 1688 videl Nicodemus Tessin. Služila je kot rezidenca različnih volilnih knezov Brandenburga. Bila je glavna rezidenca in zimska rezidenca pruskih kraljev Hohenzollernov od leta 1701 do 1918. Po združitvi Nemčije leta 1871 je postala tudi osrednja rezidenca nemških cesarjev, ki so bili tudi pruski kralji. Po razglasitvi Weimarske republike leta 1918 je palača postala muzej. V drugi svetovni vojni je bila stavba močno poškodovana zaradi zavezniškega bombardiranja. Čeprav se domneva, da bi jo bilo mogoče popraviti, so vzhodnonemške oblasti po številnih kritikah leta 1950 palačo porušile. V 1970-ih je bila na njenem mestu zgrajena Palača republike. Po kontroverznih javnih razpravah se je Bundestag leta 2002 odločil porušiti Palačo republike, da bi ustvaril prostor za delno rekonstrukcijo Berlinske palače.
Načrti, ki so na otoku reke Spree, so predvidevali rekonstrukcijo treh strani zunanjosti palače v prvotnem slogu, sprva brez Kaiserjevega spomenika na zahodni sprednji strani, ki gleda na reko Spree in modernistično fasado, obrnjeno proti drugemu kraku Spree. Avtentično rekonstruirane fasade vključujejo različne ostanke skulptur in kamnov prvotne palače. Notranje dvoriščne fasade so prav tako moderne, razen treh fasad glavnega dvorišča, ki je bilo prvotno zgrajeno leta 1699 (Schlüterhof). Tloris je bil zasnovan tako, da omogoča prihodnjo rekonstrukcijo pomembnih zgodovinskih prostorov. V delu stavbe je muzejski in kongresni kompleks Humboldtov forum, dokončan pa je bil leta 2020.

## Zgodovina

### Zgodovina do leta 1871
Palača je nadomestila prejšnjo utrdbo ali grad, ki je varoval prehod čez Spree v Cöllnu, sosednjem mestu, ki se je leta 1710 združilo z Berlinom. Grad je stal na Ribiškem otoku, kot je znan južni konec Muzejskega otoka. Leta 1443 je Friderik II. »Železozobi«, mejni grof in volilni knez Brandenburga, položil temelje prve Berlinske utrdbe na delu močvirnate puščave severno od Cöllna. Ob dokončanju gradu leta 1451 se je Friderik tja preselil iz mesta Brandenburg an der Havel. Glavna vloga gradu in njegove garnizije v tem obdobju je bila vzpostavitev oblasti mejnih grofov nad neukrotljivimi meščani Berlina, ki se niso hoteli odpovedati svojim srednjeveškim privilegijem monarhiji. Leta 1415 je kralj Sigismund Luksemburški dodelil fevd knezom Hohenzollerjem z Brandenburgom, ti pa so zdaj vzpostavljali svojo oblast in odvzemali privilegije, ki so jih mesta pridobila v brandenburškem medvladju 1319–1415.
Leta 1454 je Friderik II., potem ko se je prek Rima vrnil z romanja v Jeruzalem, naredil grajsko kapelo za župnijsko cerkev in jo bogato obdaril z relikvijami in oltarji. Papež Nikolaj V. je ukazal Stephanu Bodeckerju, takratnemu knezoškofu Brandenburga, naj kapelo posveti Erazmu Formijskemu. Dne 7. aprila 1465 je papež Pavel II. na Friderikovo zahtevo kapeli svetega Erazma pripisal kanonskopravno šolo z imenom Stift zu Ehren Unserer Lieben Frauen, des heiligen Kreuzes, St. Petri und Pauli, St. Erasmi und St. Nicolai. Ta kolegijska cerkev je postala jedro današnje evangeličanske vrhovne župnije in kolegijske cerkve (Berliner Dom - Berlinska stolnica)), ki meji na grad.
Leta 1538 je volilni knez Joahim II. grad porušil in angažiral gradbenega mojstra Casparja Theissa, da zgradi novo in veličastnejšo palačo v italijanskem renesančnem slogu. Po tridesetletni vojni (1618–1648) je Friderik Viljem, 'veliki volilni knez', palačo dodatno okrasil. Leta 1688 je Nicodemus Tessin mlajši zasnoval dvoriščne arkade z masivnimi stebri spredaj. O prezidavah v letih 1690–1695, ko je bil dvorni arhitekt Johann Nering, ni veliko znanega. Martin Grünberg je v letih 1695–1699 nadaljeval predelave.
Leta 1699 je volilni knez Friderik III. Brandenburški (ki je leta 1701 prevzel naslov kralja Prusije in postal Friderik I. Pruski) imenoval arhitekta Andreasa Schlüterja, da izvede 'drugi načrt' v italijanski maniri. Schlüterjev prvi načrt je verjetno iz leta 1702; je načrtoval prenovo palače v protestantskem baročnem slogu. Njegov celostni koncept v obliki pravilne kocke, ki oklepa veličastno okrašeno dvorišče, so ohranili vsi direktorji stavb, ki so ga nasledili. Leta 1706 je Schlüterja zamenjal Johann Friedrich Eosander von Göthe, ki je zasnoval zahodni prizidek palače in tako podvojil njeno velikost. V vseh bistvenih delih je bila ohranjena Schlüterjeva uravnotežena, ritmična kompozicija fasad, vendar je Göthe prestavil glavni vhod v novi zahodni trakt.
Friderik Viljem I. Pruski, ki je leta 1713 postal kralj, se je zanimal predvsem za izgradnjo Prusije kot vojaške sile in je odpustil večino obrtnikov, ki so delali na Stadtschlossu. Zato je bil Göthejev načrt le delno uresničen. Palača je bila namreč prvotna lokacija za jantarno sobo v Katarinini palači v Carskem selu blizu Sankt Peterburga, a jo je med obiskom občudoval ruski ruski Peter Veliki in leta 1716 je Friderik Viljem I. sobo Petru podaril kot darilo. Kljub temu se je zunanjost palače do sredine 18. stoletja približala končni obliki. Notranja dekoracija se je nadaljevala, pri čemer so sodelovali talenti Georga Wenzeslausa von Knobelsdorffa, Carla von Gontarda in mnogih drugih. Zadnja faza je bila postavitev kupole leta 1845, v času vladavine Friderika Viljema IV. Kupolo je zgradil Friedrich August Stüler po načrtu Karla Friedricha Schinkla.
Stadtschloss je bil sam epicenter revolucije leta 1848 v Prusiji. Ogromne množice so se zbrale pred palačo, da bi predstavile 'nagovor kralju', ki je vseboval zahteve po ustavi, liberalni reformi in združitvi Nemčije. Friderik Viljem IV. je prišel iz palače, da bi sprejel njihove zahteve. 18. marca so velike demonstracije pred palačo povzročile prelivanje krvi in izbruh uličnih bojev. Friderik Viljem se je kasneje odrekel svojim obljubam in ponovno uvedel avtokratski režim. Od takrat naprej so mnogi Berlinčani in drugi Nemci videli palačo kot simbol zatiranja in »pruskega militarizma«.
- Renesančna rezidenca (palača) v 17. stoletju (kot jo je poslikal Abraham Begeyn)
- Novozgrajena rezidenca (nadomestna palača) leta 1702 (kot jo prikazuje Schenk). Bodite pozorni na manjkajočo kupolo, dodano šele leta 1845.
- Baročni Schlüterhof, notranje dvorišče palače (Gaertnerjeva slika, 1830)
- Schlüterjevo stopnišče, zgrajeno od leta 1699 (na sliki leta 1889)

### Zgodovina med Nemškim cesarstvom, Weimarsko republiko in nacistično dobo (1871–1945)
Leta 1871 je bil kralj Viljem I. Nemški povzdignjen v status nemškega cesarja (Kaiser) združene Nemčije in Stadtschloss je postal simbolično srce Nemškega cesarstva. Cesarstvo je bilo (teoretično) ustavna država in od leta 1894 naprej je nova stavba Reichstaga, sedež nemškega parlamenta, postala ne le konkurenca, temveč je zasenčila Stadtschloss kot središče moči cesarstva. V povezavi s porazom Nemčije v prvi svetovni vojni je bil cesar Viljem II. Nemški prisiljen abdicirati, tako kot nemški cesar kot pruski kralj.
Novembra 1918, med takojšnjim vakuumom oblasti po cesarjevi abdikaciji, je vodja spartakistov Karl Liebknecht z balkona Stadtschlossa razglasil Nemško socialistično republiko. To je bil poskus utrjevanja učinkov revolucije v komunistični Nemčiji, vendar je ta prizadevanja že prej preprečil Philipp Scheidemann, ko je z balkona Reichstaga razglasil Weimarsko republiko, s čimer je končal več kot 400-letno zasedba stavbe s Hohenzollerji.
Med Weimarsko republiko so bili deli Stadtschlossa spremenjeni v muzej, drugi deli pa so se še naprej uporabljali za sprejeme in druge državne funkcije. Pod nacionalsocialistično (nacistično) stranko Adolfa Hitlerja, ki je uničila monarhistične upe na obnovo Hohenzollernov, je bila stavba večinoma prezrta. Med drugo svetovno vojno so Stadtschloss dvakrat prizadele zavezniške bombe: 3. in 24. februarja 1945. Slednjič, ko sta bila uničena tako zračna obramba kot protipožarni sistem v Berlinu, so stavbo zadele zažigalne naprave, izgubljeno je bilo ostrešje in je v veliki meri zgorelo.
- Cesar Viljem II. otvori Reichstag v Beli dvorani Berlinske palače, 1888 (slika Antona von Wernerja, 1893)
- Galerija portretov palače, pogled proti Beli dvorani, ok. 1900
- Zahodna in južna fasada palače, videna z druge strani Spree leta 1920
- Pogled na palačo iz zraka, ok. 1905–1925. Zgoraj desno je Nacionalni spomenik cesarju Viljemu.

### Povojna razprava in rušenje
Konec vojne je Stadtschloss dočakal s požgano lupino nekdanje slave, čeprav je stavba ostala strukturno zdrava in večina njenega notranjega okrasja je bila še vedno ohranjena. Lahko bi jo obnovili, kot so pozneje mnoge druge z bombardiranjem razstreljene stavbe v središču Berlina. Območje, na katerem je stala, je bilo znotraj sovjetskega območja, ki je postalo Nemška demokratična republika. Stavba je bila uporabljena za sovjetski vojni film (»Bitka za Berlin«), v katerem je Stadtschloss služil kot ozadje, z živimi topniškimi granatami, ki so bile izstreljene nanj za realističen filmski učinek.
Nova socialistična vlada je Stadtschloss razglasila za simbol pruskega militarizma, čeprav se je takrat zdelo, da ni bilo nobenih načrtov za uničenje stavbe. Nekatere dele so dejansko popravili in od leta 1945 do 1950 uporabljali kot razstavni prostor. Tajno poročilo ministrstva za gradbeništvo NDR iz leta 1950, ki so ga ponovno odkrili šele leta 2016, je izračunalo, da bi lahko obnovo poškodovane palače dosegli za 32 milijonov mark NDR. Toda julija 1950 je Walter Ulbricht, novi generalni sekretar Centralnega komiteja Socialistične enotne stranke Nemčije, napovedal rušenje palače. Kljub ugovorom se je odstranitev začela septembra 1950, postopek je trajal štiri mesece in porabil 19 ton dinamita.
Konstrukcija je bila tako trdna, da sta kupola in njen celoten nosilec ostala nedotaknjena tudi potem, ko je preostali del stavbe padel na tla. Ohranjen je le en del, portal z balkona, s katerega je Karl Liebknecht razglasil Nemško socialistično republiko. Leta 1964 so jo s spremenjeno kartušo prizidali k stavbi državnega sveta, kjer tvori glavni vhod. Prazen prostor, kjer je stal Stadtschloss, so poimenovali Marx-Engels-Platz in ga uporabljali za parade.
Med letoma 1973 in 1976, med vlado Ericha Honeckerja, je bila zgrajena velika modernistična stavba Palast der Republik (Palača republike), ki je zasedala večino mesta nekdanjega Stadtschlossa.
- Schlossplatz s požgano palačo leta 1945, po padcu Berlina
- Rušenje Schlüterhofa, do te točke še vedno v veliki meri ohranjenega, 1950
- Marx-Engels-Platz na nekdanjem ozemlju palače in Schlossplatza, 1951
- Sprednja fasada palače Palast der Republik leta 1986 iz Unter den Linden

### Ponovna združitev
Tik pred združitvijo Nemčije oktobra 1990 je bilo ugotovljeno, da je Palast der Republik onesnažena z azbestom, zato so jo zaprli za javnost. Po ponovni združitvi je berlinska mestna vlada ukazala odstranitev azbesta, postopek, ki je bil zaključen do leta 2003. Novembra 2003 se je nemška zvezna vlada odločila porušiti stavbo in zapustiti območje in sosednji trg Marx-Engels Platz (preimenovan v Schlossplatz) kot park, v pričakovanju odločitve o njegovi prihodnosti. Rušenje se je začelo februarja 2006 in končalo leta 2009.
Rušenje je bilo dolgotrajno zaradi prisotnosti dodatnega azbesta in ker je palača delovala kot protiutež Berlinski stolnici, čez cesto, na nestabilnih tleh Muzejskega otoka. Vzhodni Nemci so zamerili rušenju, še posebej tisti, ki jim je bila Palača republike kraj lepih spominov ali ki so čutili raztresenost v postkomunističnem svetu.
Od leta 2008 do začetka gradnje leta 2013 je veliko območje prvotnega Schlossplatza postalo travnato polje, razporejeno v minimalnih linijah, z lesenimi ploščadmi. Istočasno je Berlinska spomeniška uprava (Landesdenkmalamt) začela obsežna arheološka izkopavanja. Odkrili so dele kleti, ki so bile v jugozahodnem vogalu nekdanje palače, in se odločili, da jih bodo ohranili in dali na voljo obiskovalcem kot »arheološko okno«.

### Rekonstrukcija

#### Razprava
Po združitvi se je začela 20 let trajajoča razprava o tem, ali je treba palačo obnoviti in ali naj bo to delno ali v celoti. Lobistične skupine, ki so se zavzemale za obnovo, so trdile, da bi obnova Stadtschlossa obnovila enotnost in celovitost zgodovinskega središča Berlina, ki vključuje Berlinsko stolnico, Lustgarten in muzeje Muzejskega otoka. Med nasprotniki projekta so bili tisti, ki so se zavzemali za ohranitev Palače republike z utemeljitvijo, da je sama po sebi zgodovinskega pomena; tisti, ki so zagovarjali, da bi to območje postalo javni park; in tisti, ki so verjeli, da bi bila nova stavba pastiš nekdanjih arhitekturnih slogov, da bi bila nezaželen simbol nemške imperialne preteklosti in bi bila nesprejemljivo draga brez določene gospodarske koristi. Nasprotniki so tudi trdili, da bi bilo nemogoče natančno rekonstruirati zunanjost in notranjost stavbe, saj ni bilo na voljo niti podrobnih načrtov niti potrebnega obrtniškega znanja. Drugi so temu oporekali in trdili, da je obstajala zadostna fotografska dokumentacija o obeh, ko je bila palača po letu 1918 spremenjena v muzej.
Ideološko ločnico sta poosebljali dve nasprotujoči si skupini. Združenje za ohranitev palače republike (Verein zur Erhaltung des Palastes der Republik) se je zavzelo za prenovo stavbe NDR, ki bi vključevala poustvarjanje glavnega zahodnega pročelja mestne palače, za večnamensko »ljudsko središče« podobno kot Pompidoujev center v Parizu. Združenje sponzorjev berlinske mestne palače (Förderverein Berliner Stadtschloß) se je zavzemalo za popolno zunanjo rekonstrukcijo mestne palače, saj so menili, da je to edina možnost, ki bi obnovila estetski in zgodovinski ansambel srca Berlina; zavrnilo je tudi namige, da bi predlagana natančna rekonstrukcija bi bila neavtentična disneyjeva replika, saj je večina stoletij starih kamnitih stavb zaradi staranja in popravil vsaj delna rekonstrukcija; in trditi, da je trditev, da se sedanji čas lahko predstavlja samo v svojem lastnem arhitekturnem jeziku, preprosto ideologija. Sponzorsko združenje je opozorilo tudi na pripombo v Beneški listini, da so »zgodovinske stavbe materialno stare in nematerialen pomen«: pomembnost, ki presega čas in ki, če obstaja zadostna dokumentacija za resnično verodostojno kopijo, upravičuje njihovo rekonstrukcijo za ohranitev pomemben del urbane identitete in zgodovinskega spomina.
- Mesto palače leta 2007, s porušeno Palast der Republik in Fernsehturm v ozadju
- Humboldtova škatla s kupole berlinske katedrale, 13. september 2011
- Probni del rekonstruirane fasade, 18. avgust 2012
- Pogled na kraj rekonstrukcije iz Humboldtove škatle, 21. april 2013

#### K gradnji in dodatnim rekonstrukcijam
Pomembna gonilna sila obnove je bil poslovnež Wilhelm von Boddien. In 1992, he and Kathleen King von Alvensleben Leta 1992 sta s Kathleen King von Alvensleben ustanovila, kar se je razvilo v Združenje sponzorjev Berlinske mestne palače – ki je postalo najvplivnejša lobistična skupina. Združenje je zbiralo načrte, za katere je veljalo, da so izgubljeni in financiralo raziskovalni projekt na Tehnični univerzi v Berlinu, da bi izmerili ohranjene fotografije in risbe palače, da bi ustvarili natančne arhitekturne načrte. Leta 1993 je na največjem gradbenem odru na svetu drzno postavil trompe l'oeil maketo dveh pročelij fasade Stadtschloss v merilu 1:1 na plastično folijo. Ta coup de théâtre, ki je bil zasebno financiran z donacijami in sponzorji, je trajal leto in pol. Spektakel, ki prikazuje petdeset let izgubljeno vizijo osrednjega Berlina in kako bi lahko palača zagotovila manjkajočo povezavo z zgodovinskim ansamblom Zeughaus, starim muzejem in Berlinsko stolnico, je razpravo v letih 1993–94 pripeljal do začasnega vrhunca. Medtem ko so bila mnenja še naprej deljena, je združenju uspelo pridobiti številne politike in druge ključne osebnosti za svoja prizadevanja.
Glede na prejšnje nasprotovanje, vključno z visokimi stroški in, kar je najpomembnejše, psihološkimi in političnimi ugovori, so zaporedne nemške vlade zavrnile, da bi se zavezale projektu. Vendar pa je do leta 2002 in 2003 medstrankarski sklep Bundestaga dosegel kompromis o podpori vsaj delne obnove Stadtschloss.
Bundestag je leta 2007 sprejel dokončno odločitev o rekonstrukciji. V skladu s tem kompromisom, ki ga je sestavila komisija, bi tri fasade palače obnovili, notranjost pa bi bila sodobna stavba, ki bi služila kot kulturni muzej in forum. Izveden je bil arhitekturni natečaj, leta 2008 pa je žirija izbrala predlog italijanskega arhitekta Franca Stelle. Nekateri notranji prostori v Stellejevi zasnovi sledijo natančnim razmerjem prvotnih dvoranskih prostorov v palači; to bi omogočilo njihovo kasnejšo rekonstrukcijo, če bi to želeli. Obnova reproducira tudi prvotno metrsko širino zunanjih sten. Ti so bili ponovno zgrajeni kot stisnjena konstrukcija, kot sledi: notranja podporna stena iz betona, ki ji sledi plast izolacije, in zunanja stena iz opeke, peščenjaka in štukature, ki posnema izvirnik. Rekonstrukcija lekarniškega trakta z renesančnim zatrepom, ki se je na severni strani navezoval na Stadtschloss, bi bila še en možen prihodnji projekt.
Zmanjšanje proračuna nemške vlade je odložilo gradnjo Humboldtovega foruma, kot se je imenovala nova palača. Temeljni kamen je končno položil predsednik Joachim Gauck na slovesnosti 12. junija 2013, ki je napovedala začetek 590 milijonov evrov vrednega projekta obnove.
Leta 2017 je potekala razprava o tem, ali naj bo na kupoli palače prikazan križ v zvezi s spoštovanjem zgodovinske točnosti ali sekularizma. Nato je bil na pročelje palače na dvorišču Schlüterhof nameščen kip Antinoja. Kljub temu je bil 29. maja 2020 križ postavljen na vrh kupole.
- Rekonstrukcijska dela v teku, 20. april 2016
- Kupola v rekonstrukciji, 11. junij 2016
- Gradbeni odri na južni fasadi, 3. november 2018
- Notranje dvorišče, 3. november 2018
- Kupola s križem na vrhu, postavljena 29. maja 2020

Po dokončanju leta 2020 je bila v stavbi muzej z zbirkami afriške in druge neevropske umetnosti ter dve restavraciji, gledališče, kino in avditorij.
Julija 2022 so bili bronasti reliefi, ki jih je prvotno izdelal Otto Lessing leta 1897 in so bili nameščeni leta 1903, rekonstruirani in nameščeni na portalu Eosander, izvirniki (tako kot mnogi zunanji dizajni) so izginili po letu 1950, po rušenju mestne palače. Tem je kmalu sledila namestitev rekonstruiranih plošč z besedami Friderika II., volilnega kneza Brandenburga in Friderika I. Pruskega, prvega pruskega kralja.
Okolico Berlinske palače, ki je vključevala granitni Adlersäule (Orlov steber), bronasti Rossebändiger (Krotilci konj) in Neptunbrunnen (Neptunov vodnjak), skupaj imenovan Schlossplatz, naj bi do leta 2023 preoblikovali na sodoben način, ki bo še vedno lahko vrnil omenjene originalne predmete, ki obdajajo palačo, če bodo želeli. Pred njim je načrtovan Denkmal für Freiheit und Einheit (Spomenik svobodi in enotnosti).
V začetku aprila 2023 je bil zadnji del sestavljanke, Große Cartouche (Veliki pečat), nameščen na sredino portala Eosander, kar označuje zaključek okrasja fasade na portalu III.
- Palača z rekonstruiranimi bronastimi reliefi in ploščami na portalu, ki jih je prvotno zasnoval arhitekt Eosander
- Bližnji posnetek portala Eosander
- Južna in vzhodna fasada palače, v kateri je Humboldtov forum
- Preddverje Humboldtovega foruma